# Сульфур-меркуріальна теорія
Сульфур-меркуріальна теорія — алхімічна теорія, що пояснює походження та властивості металів та обґрунтовує можливість їх трансмутації. Поряд із ученням Аристотеля про елементи-стихії становила теоретичну основу алхімії.

## Раціональне підґрунтя теорії
Вчення про чотири стихії виявилося не дуже зручним для інтерпретації емпіричних даних щодо властивостей металів, оскільки приймало як основні властивості тіл перш за все їх фізичні властивості. Розвиток алхімічної практики потребував створення нової теорії, що виходила б із хімічних властивостей речовин. Основою для її створення стали сформовані ще за Олександрійської доби уявлення про ртуть (меркурій) як особливий, «первинний» метал, завдяки унікальній здатності ртуті утворювати амальгами з іншими металами.
Сульфур-меркуріальна теорія походження металів була покликаною пояснювати такі їх властивості, як блиск, ковкість, горючість, та обґрунтовувати можливість трансмутації. Її було створено в кінці VIII століття арабським алхіміком Джабіром ібн Хайяном (Ґебером) . Згідно з цією теорією, в основі всіх металів лежать два принципи (першооснови) — «ртуть» (філософський Меркурій) та «сірка» (філософський Сульфур). Меркурій є принципом металічності, Сульфур — принципом горючості. Таким чином, принципи теорії виступали як носії певних хімічних властивостей металів, встановлених унаслідок вивчення дії високих температур на метали.
Алхімічні принципи, у свою чергу, утворені елементами-стихіями: Меркурій – водою та повітрям, а Сульфур — землею та вогнем. Філософські Меркурій та Сульфур не є тотожними ртуті та сірці як конкретним речовинам. Звичайні ртуть та сірка становлять своєрідні свідчення існування філософських Меркурію та Сульфуру як принципів, причому принципів радше духовних, ніж матеріальних.
За Джабіром, сухі випари, конденсуючись у землі, дають Сульфур, вологі — Меркурій. Далі Сульфур та Меркурій поєднуються у різних співвідношеннях та утворюють сім металів: залізо, олово, свинець, мідь, ртуть, срібло та золото. Золото як досконалий метал утворюється лише тоді, коли достатньо чисті Сульфур та Меркурій взято у найбільш сприятливих співвідношеннях. У землі, згідно з Джабіром, золото та інші метали утворюються поступово та повільно. «Дозрівання» золота можна прискорити за допомогою певного «медикаменту» або еліксиру, що спричиняє зміну співвідношення первинних принципів у металах та перетворення останніх на золото та срібло.
Термін еліксир (al-iksir) походить від грецького xerion, «сухий»; згодом у Європі ця субстанція отримала назву філософського каменя (Lapis Philosophorum). Оскільки процес перетворення недосконалих металів на досконалі може бути ототожненим із їх зціленням, то еліксир, за уявленнями алхіміків, має володіти багатьма магічними властивостями — зцілювати всі хвороби, та, можливо, надавати безсмертя (звідси — «еліксир життя»).
Отже, проблема трансмутації металів у межах сульфур-меркуріальної теорії зводиться до завдання виділення еліксиру, який в алхімічній символіці позначено астрологічним символом Землі.

Оскільки властивості таких речовин, як солі металів, вельми складно пояснити за допомогою двох принципів, теорію було вдосконалено: додано третій принцип, «принцип твердості» — філософську Сіль (ймовірно, арабським алхіміком Ар-Разі в кінці IX століття). Меркурій та Сульфур утворюють тверді речовини лише за присутності цього третього принципу. У такому вигляді теорія трьох принципів набула логічної довершеності; втім, у Європі загальне визнання вона отримала лише в XV—XVI століттях завдяки роботам Василя Валентина, а згодом Парацельса та його послідоваників («спагіриків»).

## Меркурій та Сульфур в езотериці та алхімічній символіці
Невід’ємною складовою сульфур-меркуріальної теорії в європейській алхімічній традиції було її езотеричне, спіритуалістичне тлумачення.
Меркурій ототожнювався в алхімії з жіночим, летким, пасивним началом, а Сульфур — із чоловічим, сталим, активним. Меркурій та Сульфур мали багато символічних імен. В алхімічній символіці вони зображувались у вигляді крилатого та безкрилого драконів, або у вигляді жінки й чоловіка (зазвичай королеви й короля), одягнених у біле та червоне відповідно. Поєднання короля та королеви становило алхімічний шлюб; його результатом був гермафродит («ребіс»), що зазвичай був символом еліксиру.
Три алхімічні принципи були важливою частиною нумерологічного умогляду алхіміків, за якими матерія має: чотири кути, чотири елементи — у своїй чесноті; три кути, три принципи, — у своїй субстанції; два кути, два сімені, чоловіче та жіноче, — в своїй матерії; один кут, всесвітню матерію, — у своєму корені. Сума чисел в цій побудові дорівнює десяти — числу, що ставиться у відповідність до матерії (іноді — до золота).